# Viktar Zuyev
Viktar Zuyev est un boxeur biélorusse né le 22 mai 1983 à Vitebsk.

## Carrière
Aux Jeux olympiques d'été de 2004, il combat dans la catégorie des poids lourds et remporte la médaille d'argent pour la Biélorussie en ne s'inclinant qu'en finale contre Odlanier Solís. 